# Þórsmörk

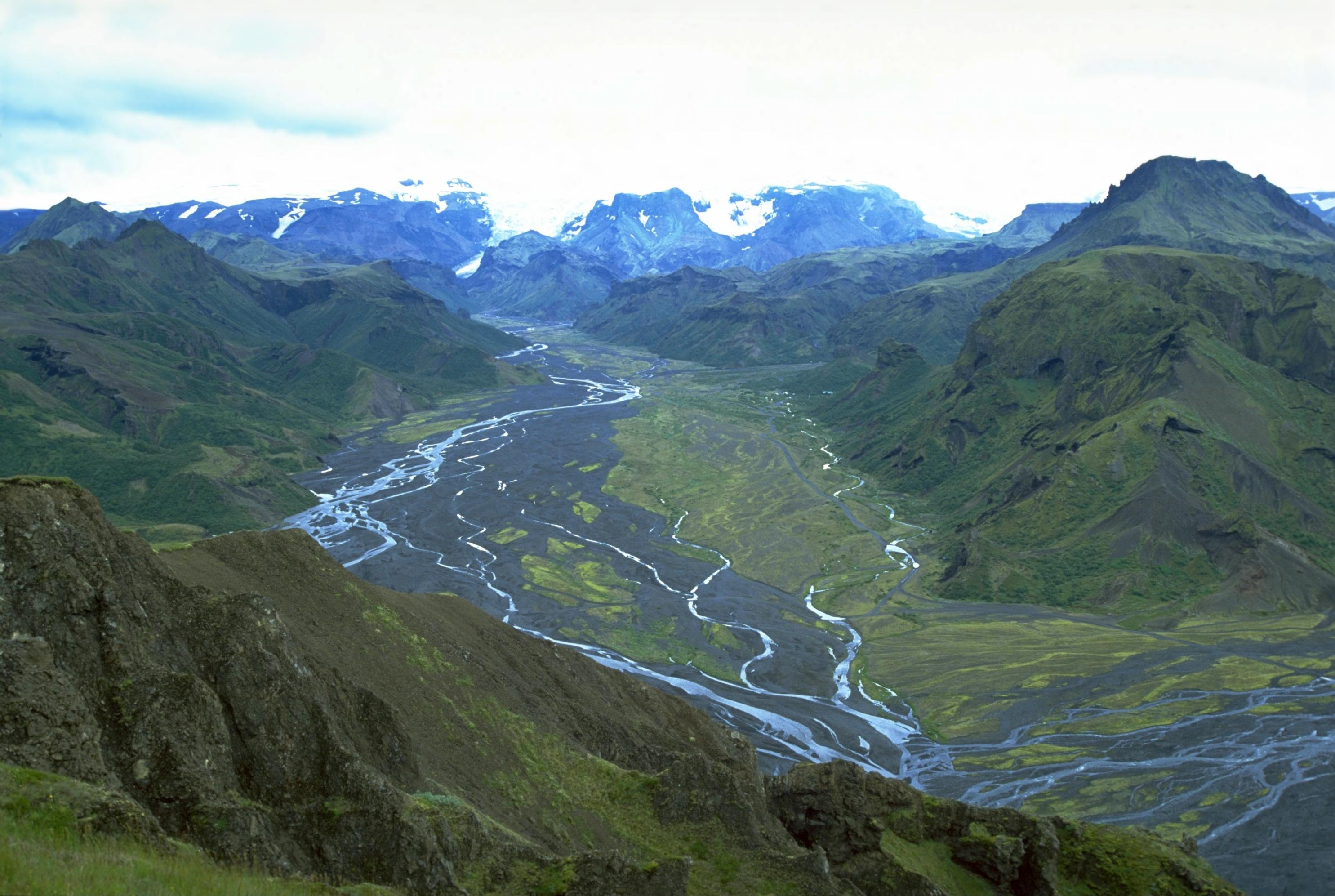
Þórsmörk met de Krossá-rivier

Þórsmörk is een heuvelachtig gebied in het zuiden van IJsland. Het is naar de Germaanse god Thor (Þór in het IJslands) genoemd. Þórsmörk betekent zoiets als 'bos van Thor'. Aan de noordkant stroomt de rivier de Markarfljót, aan de zuidkant de Krossá. Het beschermde natuurgebied is zeer groen en er zijn onder andere veel berkenbomen. Dat is opmerkelijk, omdat bomen op IJsland vrijwel niet voorkomen. Omdat het zo ingesloten is door hogere bergen, heeft het gebied een relatief warm en beschermd klimaat, wat ook blijkt uit het groene karakter. De hogere bergen zijn bedekt door de gletsjers Tindfjallajökull en Eyjafjallajökull. In het zuidoosten ligt de gletsjer Mýrdalsjökull, de op een na grootste gletsjer van IJsland. De ijskoude rivier de Krossá komt van de Myrdalsjökull. Deze rivier is zeer onvoorspelbaar en gevaarlijk om met een (4WD) auto over te steken. Hij is zeker niet gemakkelijk te voet te doorwaden, maar er is een brug.

## Toerisme
Þórsmörk is erg in trek bij wandelaars. Er zijn veel tochten te maken, over lagere heuvels of op de gletsjers. Geliefd is de excursie naar de kloof Stakkholtsgjá met zijn waterval. Deze ligt aan een populaire wandelroute, de Laugarvegur, die van Landmannalaugar in het noorden komt en via de bergpas Fimmvörðuháls naar Skógar en de bijbehorende waterval aan de kust doorgaat. Er zijn verschillende campings en hutten. Men kan met een lijnbus of met de eigen (huur)auto bij Þórsmörk komen. Daarbij is een 4WD wel noodzakelijk.